# Dennis Robertson
Dennis Robertson, född 27 april 1991 i Stevens Point, Wisconsin, är en kanadensisk före detta professionell ishockeyspelare (back) som spelar för EC Red Bull Salzburg i ICEHL.

## Extern länk
- Presentation och statistik för Dennis Robertson som spelare  på Elite Prospects.